# Paula-Mae Weekes
Paula-Mae Weekes, född 23 december 1958 i Port of Spain, är en trinidadisk jurist och sedan 2018 Trinidad och Tobagos president och första kvinna på posten.
Weekes nominerades i januari 2018 av statsminister Keith Rowley och nomineringen stöddes av oppositionen. Hon vann automatiskt valet den 19 januari då det inte fanns några motkandidater och tillträdde 19 mars 2018.

## Biografi
Efter grundutbildning i Port of Spain läste Weekes juridik vid  University of the West Indies i Barbados där hon tog en bachelorexamen 1980 och blev advokat år 1982.
Weekes arbetade som åklagare till 1993 då hon blev privatpraktiserande advokat. År 1996 utnämndes hon till domare i högsta domstolen och satt i appellationsdomstolen från 2005 tills hon gick i pension 2016.
I februari 2017 blev hon domare på Turks- och Caicosöarna där hon tjänstgjorde i appellationsdomstolen, en post hon lämnade 2018 då hon blev presidentkandidat.